# Yunnanstreepvleugel
De yunnanstreepvleugel (Actinodura waldeni) is een zangvogel uit de familie Leiothrichidae. Deze vogel is genoemd naar de Schotse militair en ornitholoog Arthur Hay die bekend stond als Lord Walden.

## Verspreiding en leefgebied
Deze soort komt voor in de bergen van noordoostelijk India, Myanmar en zuidelijk China. Er zijn vier ondersoorten:
- A. w. daflaensis: zuidwestelijk China en Arunachal Pradesh (noordoostelijk India).
- A. w. waldeni: zuidelijk Assam, Nagaland, noordelijk Manipur (noordoostelijk India) en noordwestelijk Myanmar.
- A. w. poliotis: westelijk Myanmar.
- A. w. saturatior: noordelijk Myanmar en zuidelijk China.

## Status
De grootte van de populatie is niet gekwantificeerd maar de soort wordt omschreven als plaatselijk vrij algemeen in India en zeldzaam in China. Op de Rode lijst van de IUCN heeft deze soort de status niet bedreigd.